# Benga Music
Benga é um gênero musical da música popular queniana. Evoluiu entre o final dos anos 1940 e final dos anos 1960, em Nairobi, capital do Quênia.
Os Luo do Quênia há muito tempo tocam uma lira de oito cordas chamada nyatiti, e guitarristas da área tentaram imitar o síncope das melodias do instrumento. Na benga, o contrabaixo elétrico é tocado em um estilo reminiscente do nyatiti. Ainda na virada do século XX, esse baixo em nyatiti sustentava o ritmo essencial na transmissão de conhecimento sobre a sociedade através da música. Opondo Owenga de Gem Yala, o avô de Odhiambo Siangla, era conhecido por empregar a música como um meio de ensinar a história dos Luo. O pai do popular Luo Benga não é outro senão o famoso George Ramogi (Omogi wuod Weta) e CK Jazz. Ele ajudou os entusiastas do Benga, gravando sua música Benga em diferentes selos na capital Nairobi. Dr. Mengo de Victoria Jazz foi um protegido de George Ramogi.

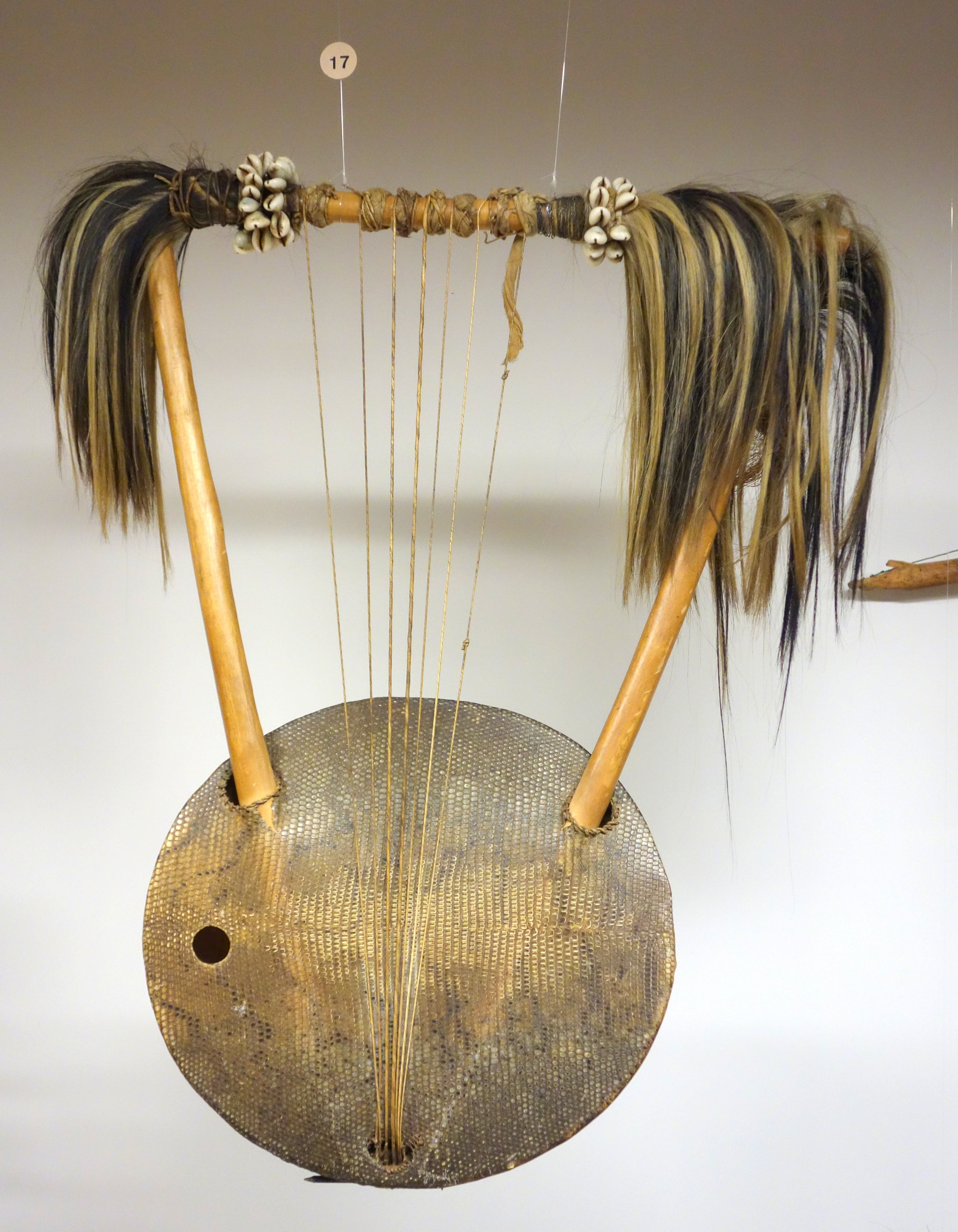
Instrumento musical conhecido como Nyatiti.

Em 1967, a primeira grande banda de benga, Shirati Jazz, foi formada por Daniel Owino Misiani. O grupo lançou uma série de sucessos que foram as maiores canções da África Oriental ao longo dos anos 1970 e 1980. O maior rival de Shirati Jazz foi o Victoria Jazz, formado em 1972 por Ochieng Nelly Mengo e Collela Mazee. Apesar de muitas mudanças de pessoal, o Victoria Jazz permaneceu popular durante os anos 70, quando a estação de rádio Voz do Quênia impulsionou um ataque do pop da África Oriental. Victoria C Band de Awino Lawi foi um dos grupos dissidentes do Victoria Jazz.
No ano de 1997 ocorreram as mortes de três proeminentes artistas de Luo Benga, Okatch Biggy de Heka Heka Band, George Ramogi e Prince Jully. A Jolly Boys Band do Príncipe Jully foi assumida por sua esposa Princesa Jully e desde então ela tem sido uma das principais músicas de Benga.

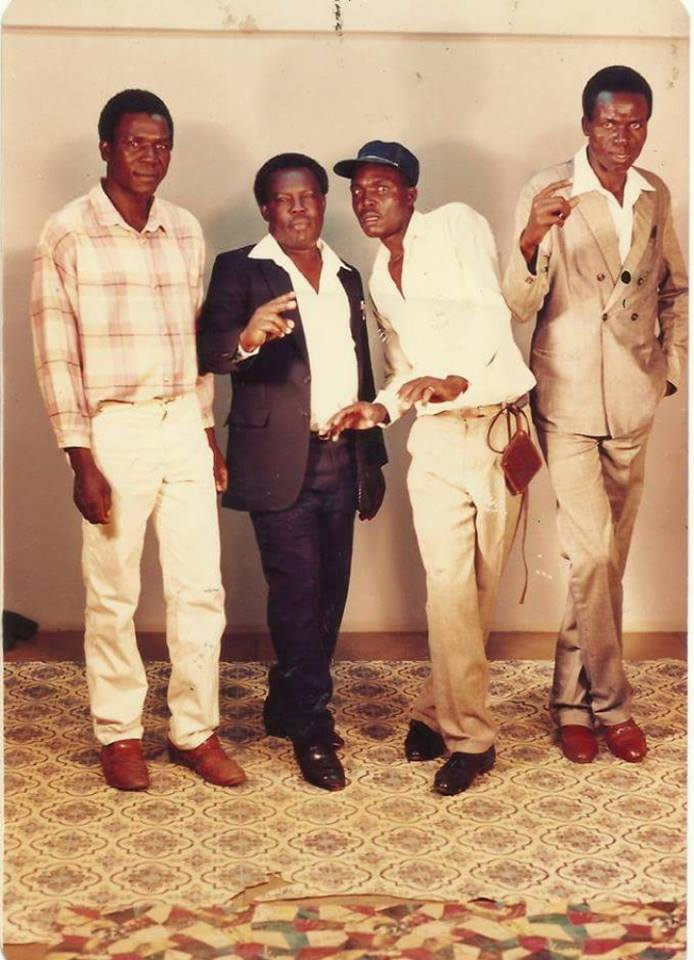
Okatch Biggy e outros membros da banda Super Heka Heka.